# 資訊安全管理系統
資訊安全管理系統（英語：Information Security Management System，簡稱ISMS），是一套有系統分析和管理資訊系統的方法，由英國工業貿易部倡導，並在全球推行。1995年英國提出 BS-7799 Part1成為第一個ISMS標準，如今ISO的ISO27003是新的ISMS標準。 各組織對ISMS的導入使用規劃（Plan）、執行（Do）、檢查（Check）、行動（Action）四個步驟（簡稱：PDCA）循環進行。